# Cognitieve veroudering
Cognitieve veroudering duidt op de veranderingen in cognitieve functies tijdens de periode tussen volwassenheid en ouderdom, dus grofweg vanaf het dertigste levensjaar. Het betreft hier vooral de normale veranderingen, en niet de meer drastische,  pathologische achteruitgang van geestelijke functies, als gevolg van typische ouderdomsziektes, zoals de ziekte van Alzheimer en de ziekte van Parkinson.

## Onderzoek
Er is na 1980 veel wetenschappelijk onderzoek verricht naar de cognitieve aspecten van normale veroudering. A.T. Welford in Engeland en T.A. Salthouse in de Verenigde Staten waren belangrijke pioniers op dit terrein. In Nederland is sinds 1990 veel systematisch epidemiologisch onderzoek naar cognitieve veroudering verricht door de groep van J. Jolles van de Universiteit Maastricht.

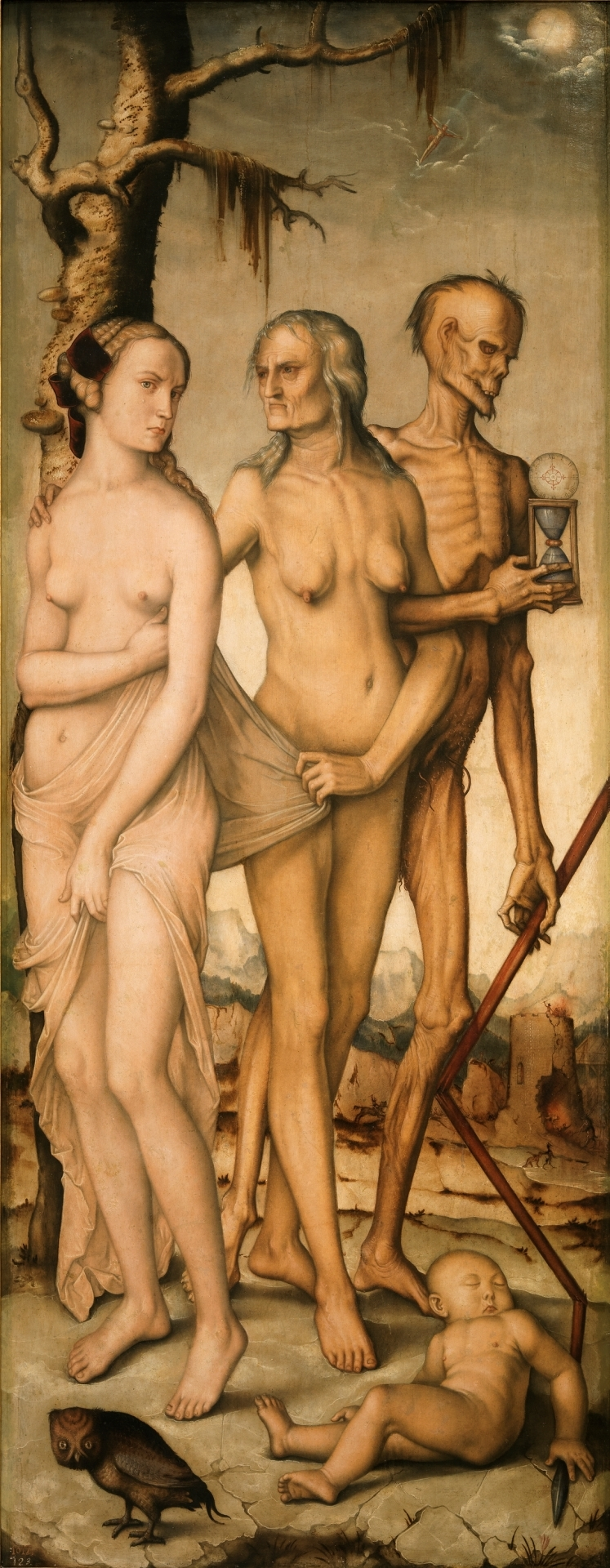
Hans Baldung Grien: Die Lebensalter und der Tod, c. 1540-1543

## Kennis versus informatieverwerking
Bij cognitieve taken die een beroep doen op ervaring en kennis, blijken ouderen het niet slechter, en soms zelfs beter te doen dan jongeren. Ook aangeleerde vaardigheden als fietsen of lezen, blijken weinig te veranderen. Ouderen zijn, vergeleken met jongeren, wel in het nadeel bij taken die een beroep doen op het tempo, en op de efficiëntie van het denken en reageren: de informatieverwerking. Dit vertaalt zich in een lagere reactiesnelheid, en in het maken van meer fouten. Het gaat daarbij om cognitieve functies als aandacht (concentratie) en het werkgeheugen. Dit is een vorm van geheugen waarbij men over een korte periode informatie moet vasthouden en bewerken, zoals bijvoorbeeld bij het hoofdrekenen. Ook blijken ouderen, vergeleken met jongeren, meer moeite te hebben met het snel verleggen van de aandacht van het ene doel of handeling naar het andere, een cognitieve functie die  taakcontrole of taak-switchen wordt genoemd. Dit valt onder de zogenoemde executieve functies. Deze functies hebben te maken met het produceren van doelgericht gedrag, omgaan met en/of inspelen op nieuwe situaties, het stellen van prioriteiten, en het oppakken, c.q. benutten van signalen over het eigen gedrag, zoals bij het maken van fouten. Ook de tijdsperceptie verandert bij het ouder worden.

## Ouder worden en geheugen
Normale veroudering gaat gepaard met een achteruitgang van de geheugenfunctie. Dit geldt vooral het werkgeheugen en het episodische geheugen. Vooral het onthouden van nieuwe feiten of gebeurtenissen wordt lastiger. Daarentegen blijft het procedurele geheugen vrijwel intact bij het klimmen der jaren. Soms kunnen geheugenstoornissen bij het ouder worden een ernstiger vorm aannemen, zonder dat dit direct hoeft te interfereren met het functioneren in het dagelijks leven. Hiervoor wordt ook wel de term lichte cognitieve stoornis, mild cognitive impairment, gebruikt.

## Reminiscenties op hoge leeftijd
Het onthouden van nieuwe informatie wordt dus lastiger op hoge leeftijd. Daarentegen blijken ouderen zich vaak verrassend goed zaken uit het verre verleden te kunnen herinneren. Ook komt het voor dat bij 60 en 70 plussers spontaan vroege herinneringen opduiken, die soms 50 jaar hebben gesluimerd. Voor deze zeer langdurige opslag van oude herinneringen heeft men de term permastore bedacht. Uit een recent onderzoek van de Deen Fromholt naar 100-plussers blijken de scherpste herinneringen te komen uit de periode waarin men tussen 15 en 25 jaar oud was. Een mogelijke verklaring van deze 'reminiscentiehobbel' is dat voor veel mensen de tienertijd een belangrijke fase in hun leven was. Wat in deze periode werd beleefd, wordt door de grotere pregnantie of nieuwheid ook beter onthouden. Maar het zou ook kunnen liggen aan het feit dat het geheugen in deze periode gewoon beter werkt dan op latere leeftijd. Dat brengt weer met zich mee dat herinneringen uit deze periode later ook vaker worden opgehaald. Wat hun voorsprong nog verder vergroot.

## Tijdsperceptie
Bij het ouder worden verandert de tijdsperceptie of tijdbeleving: de tijd lijkt voor een ouder persoon sneller te verlopen dan voor een jonger persoon. Mogelijk is dit toe te schrijven aan de biologische klok of 'hersenklok', die bij het ouder worden langzamer gaat draaien. Ook kan de veranderde tijdsperceptie te maken hebben met veranderingen in het geheugen, waardoor nieuwe gebeurtenissen minder goed worden opgeslagen in het episodische langetermijngeheugen.

## Globale vertraging
Veel onderzoek op dit terrein heeft betrekking op de vraag of achteruitgang in cognitieve functies bij het ouder worden alle functies in gelijke mate treft, of dat bepaalde functies meer kwetsbaar zijn anderen. Dit wordt ook wel aangeduid als het niet-specifieke (global) versus specifieke (local) debat. Een voorbeeld van een niet-specifieke theorie is de globale vertraging (global slowing) theorie. Deze stelt dat het meest kenmerkende aspect van cognitieve veroudering een toenemende traagheid is van elementaire verwerkingsprocessen of taakelementen. Omdat complexe taken uit meer deelprocessen (of taakelementen) zijn opgebouwd dan eenvoudige taken, zal dit leiden tot een proportionele achteruitgang in de snelheid waarmee deze taken worden uitgevoerd (zie ook de figuur rechtsonder).

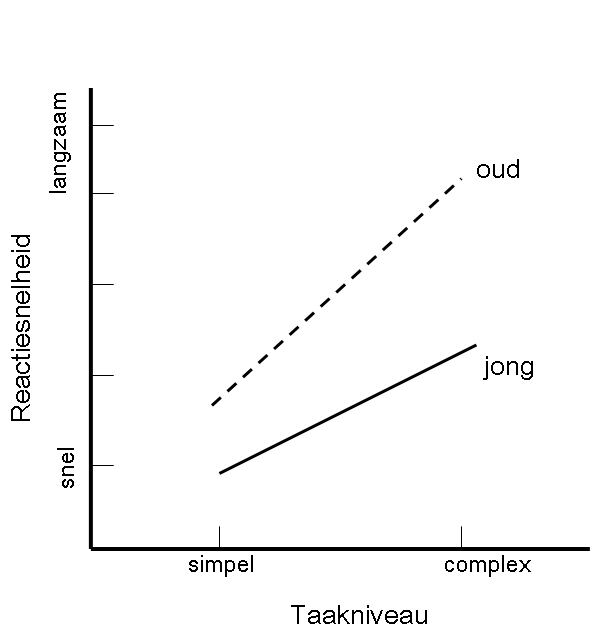
Complexiteitseffect; reactietijden van jonge en oude personen in een eenvoudige en complexe taak. De achteruitgang in prestatie (vertraging van de reactietijd) is bij ouderen groter in complexe dan in eenvoudige cognitieve taken

Zo kan gesteld worden dat ouderen tussen 60 en 70 jaar gemiddeld 20% trager zijn dan een groep jongeren tussen 20 en 30 jaar oud. Dit principe geldt ook als we de prestaties van een groep jonge en oude personen vergelijken over een groot aantal kwalitatief verschillende reactietaken. Dit is aangetoond in zogenaamde meta-analyses, dat wil zeggen onderzoekingen waarin men de resultaten van een groot aantal studies met verschillende taken en verschillende groepen proefpersonen heeft vergeleken. Het laatste suggereert dat de aard van de taak en het onderliggende psychische proces er weinig toe doen. Het enige principe dat geldt, is de snelheid van het verwerkingsproces. Een andere visie is echter dat de veranderingen in cognitieve functies wel degelijk een meer specifiek karakter hebben. Volgens deze visie zijn meta-analyses te grofmazig om subtiele specifieke verschillen in cognitieve functies tussen ouderen en jongeren te kunnen aantonen (zie verder onder executieve functies).

## Hersenen en veroudering
Het beschikbaar komen van nieuwe niet-invasieve methoden, zoals MRI en fMRI, maakte het mogelijk de hersenen van ouderen in vivo te bestuderen. Dit heeft waardevolle kennis opgeleverd, die een belangrijke aanvulling betekende op de kennis vanuit gedragsmatig verouderingsonderzoek, en beschikbare post-mortemdata.

### Neuronaal verlies
Een algemeen mechanisme in de hersenen, dat mogelijk ten grondslag ligt aan cognitieve vertraging bij ouderen, is een geleidelijk verlies aan neurale connectiviteit, dat zijn verbindingen tussen de zenuwcellen of neuronen, in de hersenen. Dit kan een gevolg zijn van het verval van de neuronen, en/of de dendrieten en de receptor-verbindingen, zoals NMDA-receptoren. Mogelijk veranderen bij het ouder worden ook processen binnen de zenuwcel, zoals de calciumhuishouding. Calciumionen in het cytosol hebben invloed op de uitstroom van kalium vanuit de zenuwcel, en op de werking van neurotransmitters en van receptoren, die informatie overdragen van een zenuwcel naar de andere. Verder vond men veranderingen in de witte stof - de myeline die de axonen van vele neuronen omhult, en een afname van de concentratie in het bloed van neurotransmitters, zoals dopamine en acetylcholine, plus een verminderde bloedtoevoer door de bloedvaten naar de hersenen. Deze factoren tezamen zijn vermoedelijk verantwoordelijk voor een tragere, of meer ‘ruizige’ informatieverwerking in het verouderende brein. Recente fMRI-studies maken aannemelijk dat, bij normale veroudering, er een  verminderde connectiviteit optreedt, bij verbindingen binnen grote netwerken als het defaultnetwerk en het saliencenetwerk maar ook op verbindingen tussen deze netwerken. Het betrof in deze studies vooral veranderingen in connectiviteit die een effect hadden op het cognitief functioneren, maar die niet een gevolg waren van atrofie (i.e. volumeverlies van grijze stof).

### Executieve functies

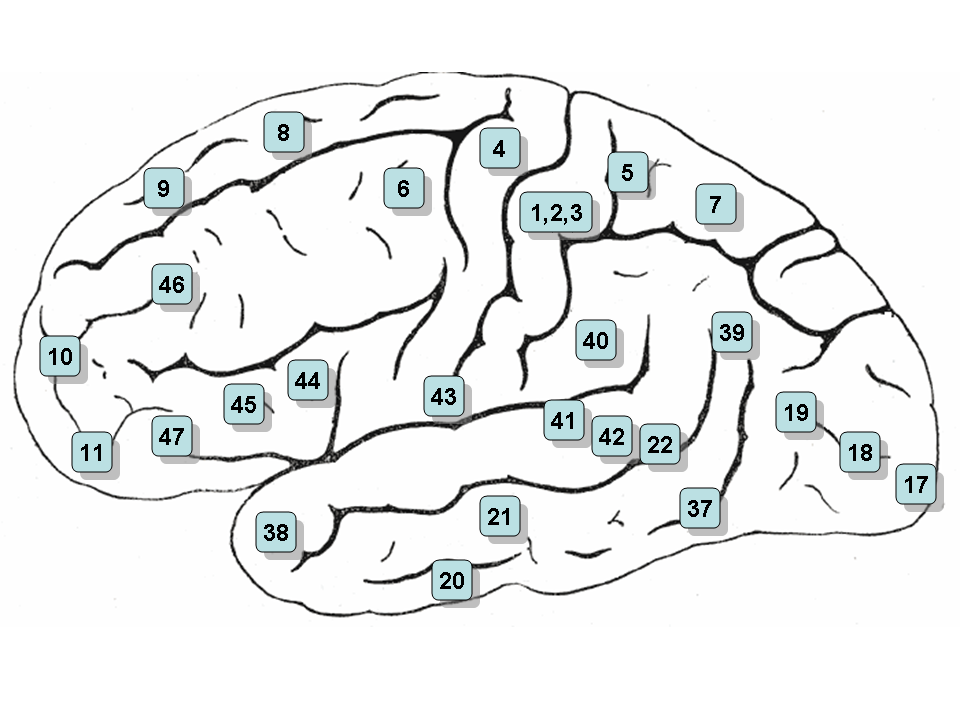
Brodmanns atlas van de menselijke hersenen. Gebieden 44 tm 47 en 9 tm 11 vormen de prefrontale gebieden

Er bestaan aanwijzingen dat vooral de prefrontale (meest vooraangelegen; zie hiernaast) gebieden in de hersenen het meest kwetsbaar zijn voor leeftijdsgebonden achteruitgang van cognitieve functies. In de menselijke levensloop (maar ook binnen de evolutie) is de ontwikkeling van de frontale hersenen het laatst voltooid. Daarom wordt hier ook wel het gezegde gebruikt: 'last in first out'. De frontale hersenen worden beschouwd als de thuisbasis van de eerder genoemde executieve functies. De frontale hersenen zijn niet een geïsoleerd gebied, maar maken deel uit van grotere functionele netwerken in de hersenen, zoals het eerder genoemde defaultnetwerk en saliencenetwerk. Dit laatste wordt bevestigd door resultaten van recent hersenonderzoek. Ook uit neuropsychologisch onderzoek blijkt dat beschadiging van de frontale hersengebieden vaak gepaard gaat met een aantasting van executieve functies. Mogelijk is hetzelfde mechanisme ook verantwoordelijk voor de geleidelijke cognitieve achteruitgang bij normale veroudering. Doorgaans gaat het uitvoeren van moeilijke cognitieve taken die een beroep doen op het werkgeheugen gepaard met een sterkere activatie van hersengebieden dan eenvoudige taken. Door een verminderde efficiëntie van het werkgeheugen bij ouderen zou dat kunnen impliceren dat ouderen (vergeleken met jongeren) een sterkere activatie van hersengebieden vertonen bij het uitvoeren van taken van een zekere moeilijkheid. Zij moeten als het ware 'meer zeilen bijzetten' om de taak even goed te kunnen uitvoeren als jongeren. Bij ouderen zou een aantasting van executieve functies mede een gevolg kunnen zijn van een verminderde dopamineproductie in de prefrontale gebieden. Fitnesstraining bleek volgens een studie van Kramer en Willis weer een positieve invloed te hebben op executieve functies.

## Plasticiteit en gevolgen van oefening
Mogelijk is bij ouderen die mentaal actief zijn minder sprake van cognitieve achteruitgang, of bestaat er minder kans op het krijgen van de ziekte van Alzheimer. Dit is onder andere onderzocht door testscores van groepen ouderen die wel of niet mentaal actief zijn met elkaar te vergelijken. Ook blijkt uit onderzoek van onder andere Colcombe dat aerobicsoefeningen een positief effect zou hebben op cognitieve prestaties en hersenactiviteit van ouderen, gemeten met MRI-scans. Dit heeft geleid tot de opvatting dat door het lichaam en/of de geest in te spannen, ouderen neuronaal verlies kunnen tegengaan of zelfs de groei van nieuwe neurale verbindingen kunnen stimuleren (zie ook neurale plasticiteit). Dit laatste wordt ook wel de "use it or lose it" ('gebruik het of verlies het') -hypothese genoemd. Het is vooralsnog onduidelijk of een dergelijk causaal mechanisme inderdaad bestaat. Het zou immers ook kunnen zijn dat mentaal actieve ouderen van nature minder vatbaar zijn voor cognitieve achteruitgang en ouderdomsziektes. Gecontroleerde studies naar de gevolgen van oefening in cognitieve taken op de mentale prestatie van ouderen zijn nog relatief schaars. In deze onderzoeken wordt de prestatie voor en na oefening (voor- versus nameting) met elkaar vergeleken, voor een experimentele groep en een controlegroep. Uit dergelijke onderzoeken is onder andere gebleken dat training in specifieke cognitieve vaardigheden, waarbij de nadruk ligt op snelheid van verwerking van informatie en oefenen van geheugenfuncties, de prestatie en cognitieve vitaliteit van ouderen kan verbeteren. Dit effect blijkt sterker te zijn naarmate bepaalde cognitieve functies overeenkomen met de geoefende taken. Het laatste is een goed voorbeeld van functionele plasticiteit, dat wil zeggen het efficiënter functioneren van netwerken in de hersenen door training. Er bestaat echter nog geen duidelijk bewijs dat cognitieve training van ouderen gepaard gaat met structurele plasticiteit, dat wil zeggen dat het verlies van zenuwcellen en hun onderlinge verbindingen in de hersenen (hierboven aangeduid als neuronaal verlies) kan tegengaan, of zelfs kan leiden tot het ontstaan van nieuwe verbindingen.

## Cognitieve versterkers
Cognitieve versterkers (Engels: cognitive enhancers) ook wel noötropica genoemd, zijn stoffen die tijdelijk de cognitieve prestatie kunnen verhogen. Zij zouden een positief effect hebben op functies als geheugen, cognitieve vitaliteit en concentratievermogen. Voorbeelden zijn stimulantia, waaronder het alom gebruikte cafeïne. Studenten blijken soms Ritalin te gebruiken om de leerprestaties te verbeteren en piloten gebruiken Modafinil tegen een jetlag. Mogelijk grijpen deze stoffen in op de neurotransmitters die de informatieoverdracht tussen verschillende delen van de hersenen reguleren. Sommige van deze stoffen worden ook gebruikt bij ouderdomsgerelateerde stoornissen als dementie. Stoffen als piracetam en cholinesterase-remmers versterken de werking van acetylcholine in de hersenen en worden o.a. gebruikt om de geheugenfuncties te stimuleren. Een effectieve geheugenpil is echter nog niet gevonden. Sommigen menen dat stoffen waarop de werking van geheugenversterkers berust, een schadelijk bijwerking kan hebben op de hersenen van ouderen. Het is vooralsnog niet bekend wat de mogelijke bijwerkingen zijn van cognitieve versterkers bij oudere personen. De vraag die hier gesteld kan worden is of het geneesmiddelen of 'drugs' zijn Anders gezegd: is er sprake van behandeling van een ziekte of verbetering van een gezond mens? Ten slotte kunnen psychofarmaca die de stemming of prestatie verbeteren de aandacht wegnemen van psychosociale oorzaken of passende psychotherapeutische hulp.